# Philonotis operta
Philonotis operta là một loài rêu trong họ Bartramiaceae. Loài này được R.S. Williams mô tả khoa học đầu tiên năm 1909.